# 雅雨山人出塞图
《雅雨山人出塞图》是一幅清代人物画,由张珩、高凤翰、叶芳林合绘于清乾隆五年（1740年）。现藏于北京故宫博物院。

## 内容
《出塞图》是一幅志士含冤、英才落寞的行旅图，描绘乾隆初年，两淮盐运使卢见曾（1690年—1768年，号雅雨山人）因上任期间清理盐政积弊而遭构陷，于乾隆二年（1737）被羁于扬州董相祠，乾隆五年（1740）五月被远戍塞外军台的场景。画中卢见曾面容坚毅，与夏襄宸、汪履之（扬州董相祠的一名道士）二人，骑马走向大漠。
画心纵159.6厘米，横83.8厘米。绫圈纵207.1厘米，横104.5厘米。

## 作者
高凤翰（1683年—1748年）是《出塞图》的作者之一，时任泰州巡盐分司，是卢见曾的下级。1737年丁巳卢见曾案发，高凤翰作为同案犯被捕入狱，在狱中被狱吏打残右臂。卢见曾被发配到塞外前，高凤翰用左手绘《雅雨山人出塞图》，并刻“丁巳残人”印章。人物面部洞庭叶芳林画师刻画。

## 题跋与题诗
这幅画周围有郑板桥、程梦星、江昱、李葂、叶芳林、杨开鼎、钱陈群、周榘等二、三十人的题跋和诗作，一致表达对卢见曾遭遇的愤慨不平。密友吴敬梓的题跋位于绫圈右下端“奉题 雅雨大公祖 治晚生吴敬梓”；右上端是高凤翰的题跋、印章；左上端有卢见曾的自题诗。由于为卢公写送别诗的江南名士太多，卢见曾把这些诗收集成书，名为《出塞集》。

## 收藏
乾隆二十八年（1763），在扬州第二次任两淮盐运使的卢见曾告老还乡，把《出塞图》带回德州。乾隆三十三年（1768），第二次“盐案”（两淮盐引案）案发，卢见曾的德州家中被抄，此画不知所终。卢公弟子张维祺在北京古董市场发现这幅画，高价购回，送给卢公之子卢荫溥，收藏在德州纪庄卢家相府。清末卢家大火，大部分书画被毁，《出塞图》又不知所终。全椒籍丘良任先生在北京故宫博物院查阅吴敬梓资料时，偶然发现《出塞图》和吴敬梓的书法。